# الحرب العثمانية البندقية (1499–1503)
الحرب العثمانية البندقية الثانية هي حرب دارت بين الدولة العثمانية وجمهورية البندقية من عام 1499 إلى عام 1503 من أجل السيطرة على الأراضي المتنازع بها في بحر إيجه والبحر الأيوني والبحر الأدرياتيكي.